# Григор Фустанов
Григор Христов Фустанов е български революционер, деец на Вътрешната македонска революционна организация.

## Биография
Григор Фустанов е роден в ениджевардарското село Корнишор, тогава в Османската империя. Неговият брат Георги Фустанов е четник при Христо Зинов - Зината. Григор Фустанов в началото на 1920-те пристига в България от САЩ и се включва във ВМРО. През 1923 година е четник при ениджевардарския войвода Борис Изворски. След убийството на Александър Протогеров през 1928 година по нареждане на Иван Михайлов, Григор Фустанов застава на страната на протогеровистите. Убит е с още 11 четници при разразилите се братоубийствени войни през юни същата година край Банско.